# Piedra rúnica de Tullstorp
La Piedra rúnica de Tullstorp es una piedra conmemorativa de la Era Vikinga, catalogada como DR 271 en el catálogo Rundata, que se encuentra en Tullstorp, a unos veinte kilómetros al este de Trelleborg, en el condado de Skåne, Suecia, y en la histórica provincia de Escania.

## Descripción
La inscripción en la Piedra rúnica de Tullstorp consiste en un texto rúnico en una banda serpentiforme que enmarca una imagen central que representa un barco y una bestia, que ha sido descrita como un lobo. La piedra es de granito y tiene una altura de 1,7 metros, y la inscripción se clasifica como tallada en el estilo rúnico Pr1, también conocido como Estilo Ringerike.
El sitio original de la Piedra rúnica de Tullstorp es desconocido. Fue mencionada por primera vez en 1624 cuando se instaló en la pared de una iglesia y se redescubrió cuando la antigua iglesia de Tullstorp fue derribada en 1846. Antes de comprenderse el significado histórico de las piedras rúnicas, a menudo se utilizaban como material en la construcción de edificios, muros y caminos. La piedra primero terminó en el muro que rodeaba el patio de la iglesia y luego se trasladó a la posición actual dentro del patio de la iglesia. Se data en alrededor del año 1000 d. C.
El barco y el lobo en la imagen central probablemente reflejan el mito del Ragnarök, lo que haría que el lobo fuera Fenrir y el barco Naglfar. El barco tiene forma de galera antigua con beques tanto en la proa como en la popa y es diferente a cualquier barco vikingo conocido, lo que sugiere, por su forma arcaica, que es un barco simbólico asociado con un ritual. Otras inscripciones con características similares que pueden representar barcos antiguos y simbólicos incluyen DR 77 en Hjermind, DR 119 en Spentrup, DR 258 en Bösarp y DR 328 en Holmby. El lobo tiene una melena y orejas puntiagudas similares a la representación del lobo en la inscripción DR 284 del Monumento de Hunnestad y los dos lobos en DR 314, la Piedra rúnica de Lund 1.
El texto rúnico indica que la piedra se erigió en memoria de un hombre llamado Ulfr. Además del mito del Ragnarök discutido anteriormente, es posible que la imagen del lobo esté inspirada en el nombre de este hombre, que en Antiguo nórdico significa "Lobo." Se ha señalado que la frase en nórdico antiguo en el texto rúnico, reistu kuml ("erigieron este monumento"), es algo inusual, pero aparece en otras siete piedras rúnicas, Sm 27 en Berga, Ög 94 en Harstads, DR 13 en Skivum, DR 383 en Vester Marie, Sö 173 en Tystberga, U 735 en Långarnö (donde la formulación está invertida) y U 1066 en Åkerby.

## Inscripción

### Transliteración en caracteres latinos
× klibiʀ × auk × osa × ¶ × risþu × kuml + ¶ þusi × uftiʀ × ulf +

### Transcripción en Antiguo Nórdico
Kleppir (o Glippir) ok Ása reistu kuml þessi eptir Ulf

### Traducción al castellano
Kleppir (o Glippir) y Ása erigieron este monumento en memoria de Ulfr.